# Pyjová kost

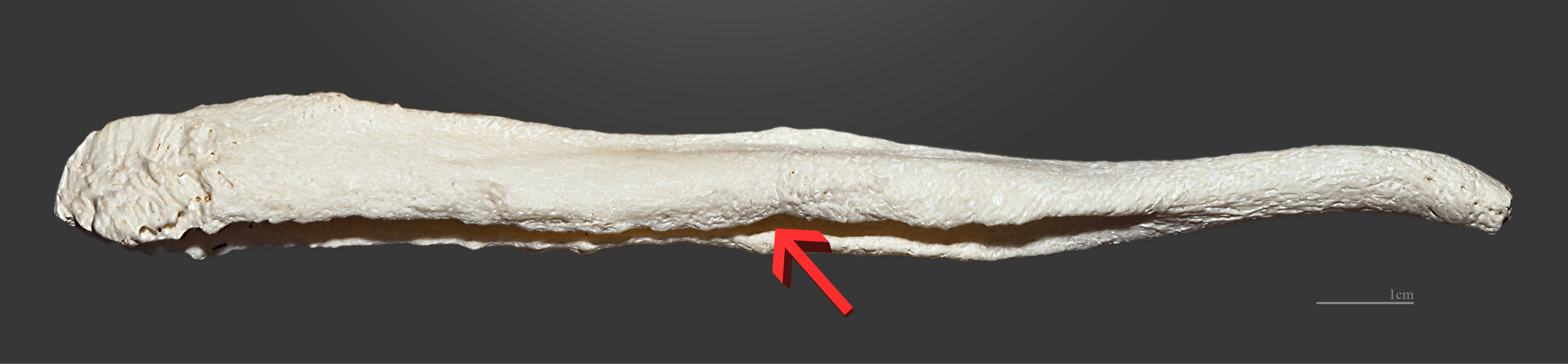
Pyjová kost psa

Pyjová kost, jinak též penilní kost, penisová kost (os penis), bakulum, je kost, která je součástí penisu některých savců. U člověka chybí, ale je přítomna u ostatních primátů, jako jsou gorily nebo šimpanzi. Pomáhá při kopulaci.

## Účel
Pyjová kost je využívána během kopulace a v závislosti na jednotlivých živočišných druzích se liší velikostí a tvarem. Její charakteristiky jsou někdy používány k odlišení podobných živočišných druhů. Kost uvnitř penisu umožňuje samcům dlouhé páření se samicí, což může být výhodou při některých kopulačních strategiích.

## Přítomnost usavců
Mezi savce, kteří mají pyjovou kost, se řadí následující živočichové z infratřídy placentálové:
- řád primáti, nikoliv však člověk
- řád hlodavci
- řád hmyzožravci (např. krtci, rejsci a ježci)
- řád šelmy (včetně zástupců čeledí jako jsou medvědovití,[1] kočkovití, psovití, ploutvonožci, medvídkovití, lasicovití)
- řád letouni (netopýři)

Chybí u člověka a mimo jiné též u koňovitých, slonů, ptakořitních, vačnatců, zajícovců, hyenovitých a kytovců (velryb, delfínů a sviňuch).
Nejdelší pyjovou kost ze všech recentních savců má mrož lední, u něhož může dosahovat délky až 63 cm.

## Zajímavosti
Skandál vyvolala teorie profesora biblické literatury a semitských jazyků Ziony Zevita z Americké židovské univerzity, že Eva nebyla stvořena z Adamova žebra, ale z jeho penisové kosti.